# Пьезометр

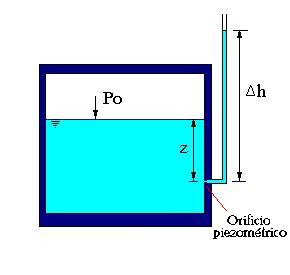
Пьезометр для измерения гидростатического давления

Пьезоме́тр (греч. piézo — сжимаю и метрео — измеряю) — прибор, который используется для производственного и лабораторного измерения гидростатического или гидродинамического давления ньютоновских жидкостей и деформации твёрдых тел, а также для измерения статического и динамического уровня в водозаборных скважинах.
Пьезометры, используемые для измерения давления в жидкостях, представляют собой обычно трубку малого диаметра (обычно около нескольких миллиметров), которая одним концом соединяется с сосудом, в котором измеряется давление. В лабораторной практике пьезометр обычно стеклянный полностью или в месте наблюдения за уровнем жидкости.

Используется формула: 
P = Pатм + ρgh
Термин «пьезометр» ввели в начале XIX века английские физики Я. Перкинс и Х. К. Эрстед.